# Etrian Odyssey (serie)

Una scena di battaglia

Etrian Odyssey è una serie di videogiochi di ruolo giapponesi di genere dungeon crawler sviluppata da Atlus per console Nintendo DS e Nintendo 3DS.

## La serie
Il primo episodio della serie, intitolato Etrian Odyssey (世界樹の迷宮 Sekaiju no Meikyu?, letteralmente "Labirinto di Yggdrasill" nell'originale titolo giapponese), fu rilasciato da Atlus per console Nintendo DS nel 2007. Il gioco ottenne una buona accoglienza da parte di pubblico e critica. Altri due capitoli uscirono per Nintendo DS, mentre i successivi quattro episodi furono rilasciati per Nintendo 3DS.

## Modalità di gioco
Il gameplay della serie è ispirato ai classici videogiochi di ruolo di genere dungeon crawler degli anni '80, come Wizardry o The Bard's Tale.
Analogamente a questo tipo di prodotti, in Etrian Odyssey il giocatore è al comando di un gruppo di personaggi con differenti classi e abilità, e deve esplorare un enorme dungeon sotterraneo diviso in vari piani interrati, combattendo contro varie avversità come creature mostruose, incontrate casualmente, le quali saranno affrontate dall'intero gruppo attraverso un classico combattimento a turni tipico dei videogiochi di ruolo giapponesi canonici, con visuale in prima persona sullo stile di Dragon Quest. 
Particolarità distintiva della serie, è la possibilità data al giocatore di disegnare sul touch screen (schermo inferiore) del Nintendo DS e Nintendo 3DS una mappa dell'area che sta esplorando in quel momento. 

## Episodi
- Etrian Odyssey
- Etrian Odyssey II: Heroes of Lagaard
- Etrian Odyssey III: The Drowned City
- Etrian Odyssey IV: Legends of the Titan
- Etrian Odyssey Untold: The Millennium Girl
- Etrian Odyssey Untold II: The Knight of Fafnir
- Etrian Mystery Dungeon
- Etrian Mystery Dungeon 2
- Etrian Odyssey V: Beyond the Myth
- Etrian Odyssey X